# Ptychostomella
Ptychostomella is een geslacht van buikharigen uit de familie van de Thaumastodermatidae. De wetenschappelijke naam van het geslacht soort werd voor het eerst geldig gepubliceerd in 1926 door Remane.

## Soorten
- Ptychostomella bergensis Clausen, 1996
- Ptychostomella brachycephala (Lévi, 1954)
- Ptychostomella helana Roszczak, 1939
- Ptychostomella higginsi Clausen, 2004
- Ptychostomella jejuensis Lee, Hwang & Chang, 2009
- Ptychostomella lamelliphora Todaro, 2013
- Ptychostomella lepidota Clausen, 2000
- Ptychostomella mediterranea Remane, 1927
- Ptychostomella ommatophora Remane, 1927
- Ptychostomella orientalis Lee & Chang, 2003
- Ptychostomella papillata Lee & Chang, 2003
- Ptychostomella pectinata Remane, 1926
- Ptychostomella tyrrhenica Hummon, Todaro & Tongiorgi, 1993

### Synoniem
- Ptychostomella brachycephalus (Lévi, 1954) => Ptychostomella brachycephala (Lévi, 1954)
- Ptychostomella helena Roszczak, 1936 => Ptychostomella helana Roszczak, 1939